# Obulom
L'Obulom és una llengua que es parla a l'estat de Rivers del sud-est de Nigèria. Es parla concretament a la LGA de Port Harcourt, a la ciutat d'Abuloma.
L'obulom és una llengua que forma part de les llengües Central Delta de les llengües del riu Cross de la família lingüística de les llengües Benué-Congo.Segons l'ethnologue el 2000 tenia 3420 parlants.
El 70% dels parlants d'obulom professen confessions cristianes: el 40% són protestants, el 60% són d'esglésies independents i el 4% són evangèlics. El 30% restant creuen en religions tradicionals africanes.